# Geoff Walker
Geoff Walker (født 28. november 1985) er en canadisk curlingspiller.
Han repræsenterede Canada under vinter-OL 2022 i Beijing, hvor han tog bronze.